# Agustín González
Agustín González är en ort i Mexiko.   Den ligger i kommunen San Miguel de Allende och delstaten Guanajuato, i den centrala delen av landet, 240 km nordväst om huvudstaden Mexico City. Agustín González ligger 1 910 meter över havet och antalet invånare är 515.
Terrängen runt Agustín González är platt åt nordväst, men åt sydost är den kuperad. Runt Agustín González är det ganska tätbefolkat, med 96 invånare per kvadratkilometer. Närmaste större samhälle är San Miguel de Allende, 12,9 km nordost om Agustín González. I omgivningarna runt Agustín González växer huvudsakligen savannskog.